# Michael J. Brooks

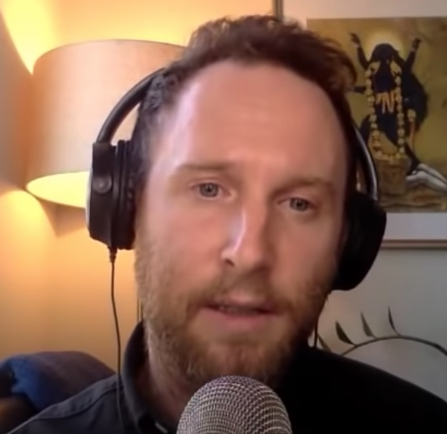
Michael J. Brooks

Michael Jamal Brooks (* 13. August 1983; † 20. Juli 2020) war ein US-amerikanischer politischer Journalist, Moderator, Satiriker und Autor. Er arbeitete ab 2012 zunächst als Produzent und später als Co-Moderator für The Majority Report with Sam Seder und gründete 2017 seine eigene Medienplattform, The Michael Brooks Show. Auf dieser interviewte er zahlreiche bekannte politische Figuren der Linken, u. a. Noam Chomsky, Cornel West und Slavoj Zizek. Er bezeichnete sich selbst als demokratischen Sozialisten.

## Leben
Brooks wurde in New York geboren und wuchs in Hampshire County, Massachusetts auf.
2012 begann Brooks für die politische talk Radioshow und Podcast The Majority Report with Sam Seder zu arbeiten. 
2020 veröffentlichte Brooks das Buch Against the Web: A Cosmopolitan Answer to the New Right. In diesem setzte sich Brooks mit der Intellectual Dark Web auseinander, einer losen Gruppe von konservativen und liberalen Denkern und Medienfiguren, zu denen u. a. Sam Harris, Jordan Peterson und Eric Weinstein gezählt werden, und diskutiert Möglichkeiten progressiver Bewegungen, mit diesem Phänomen und den intellektuellen Traditionen, aus denen es hervorging, umzugehen.